# La Fille du Martin
Pour plus de détails, voir Fiche technique et Distribution.
La Fille du Martin est un film québécois réalisé et scénarisé par Samuel Thivierge sorti en 2013 et mettant en vedette Catherine Michaud et Samuel Thivierge.

## Synopsis
Sara, une jeune femme de Montréal, apprend la mort de son père alors qu'elle travaille à l'animalerie de sa mère. Elle décide alors de se rendre seule au Lac-Saint-Jean, sa région d'origine, dans la pourvoirie où elle devait, comme dans sa jeunesse, aller pêcher avec son père. Elle y rencontre Daniel, un employé de la pourvoirie, qu'elle reconnaît comme un ancien camarade de classe indiscipliné de l'école primaire. Elle développe une nouvelle relation avec celui-ci.

## Fiche technique
Source : IMDb et Films du Québec
- Titre original : La Fille du Martin
- Réalisation et scénario : Samuel Thivierge
- Musique : Louis Côté
- Direction artistique : Samuel Thivierge
- Costumes : Gaétane Boulianne
- Maquillage et coiffure : Jennifer Kaminski, Georgia Colero
- Photographie : Ronald Richard
- Son : Matt R. Sherman, Sébastien Salm
- Montage : Steve Schmidt
- Production : Samuel Thivierge, Paul Thivierge, Réal Jr. Thivierge
- Sociétés de production : SMT Features, Pourvoirie des Laurentides
- Sociétés de distribution : SMT Features (salles), TVA Films (autres médias)
- Budget : 300 000 $ CA
- Pays de production :  Canada
- Tournage : du 6 au 30 août 2011, Pourvoirie des Laurentides à La Doré, Animalerie Twit Palace à Boucherville, et Montréal
- Langue originale : français
- Format : couleur
- Genre : comédie dramatique
- Durée : 84 minutes
- Dates de sortie :
  - Canada : 28 août 2013 (première au Festival des films du monde de Montréal)
  - Canada : 10 janvier 2014 (sortie en salle en région au Québec)
  - Canada : 6 mai 2014 (VSD) et (DVD)
- Classification :
  - Québec : Visa général[2]

## Distribution
- Catherine Michaud : Sara Leblanc
- Samuel Thivierge : Daniel Richard
- Nathalie Cavezzali : Claire, la mère de Sara
- Symon Michaud : Réal, père de Daniel
- Kristian Hodko : David
- Jean Drolet : Steve, client pêcheur
- France Pilotte : Carmen, cliente de l'animalerie
- Réal Jr. Thivierge : Sébas, frère de Daniel
- Christian Cardinal : Bernard, le cuisinier
- Suzie King : Isabelle
- Pierre-Francois Bouffard : client
- Gaétane Boulianne : Manon
- Paul Thivierge : client
- Réal Thivierge : braconnier
- Jessy Dupont : braconnier